# Cuscuta chinensis
Cuscuta chinensis es una especie de planta parásita herbácea anual natural de Japón, Corea y China. Son plantas que se fijan en el huésped con raicillas succionantes.

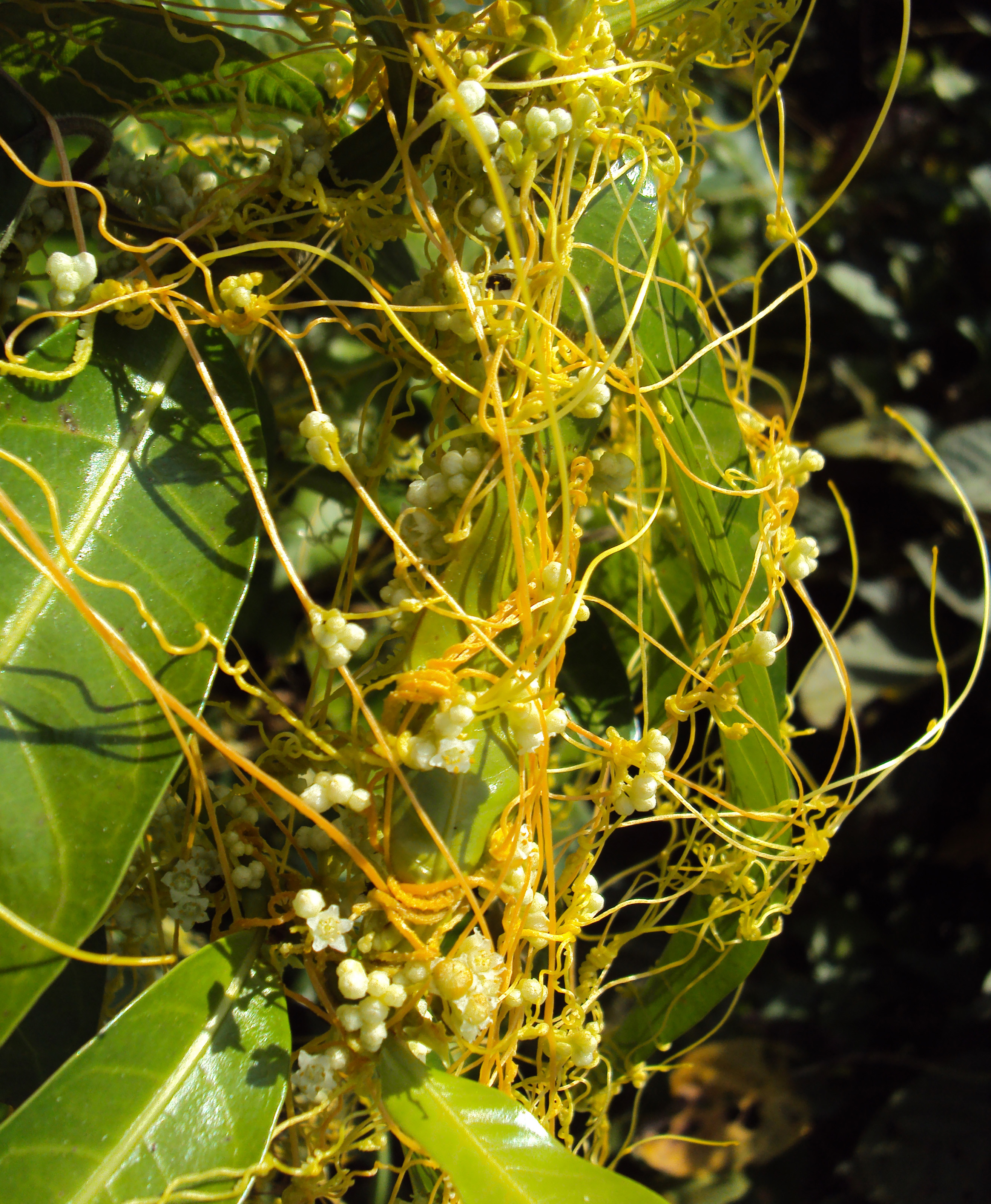
Vista de la planta.

## Descripción
Tiene un tallo delgado, desde 0,6 hasta 0,8 mm de diámetro, de color amarillo pálido, glabra y lisa. Flor en glomérulos densos o muy rara vez dispuestos en pequeñas inflorescencias umbeliforme, 2-4 mm de largo; pedicelo de igual tamaño o ligeramente más largo que el cáliz; brácteas estrechamente triangulares, quilla, todo casi transparente. Cáliz suelto sobre la corola, ± llega a los lóbulos de la corola, lóbulos del cáliz triangular-ovadas, engrosados y carnosos hacia la parte superior para formar una carina. Corola ligeramente más larga que el cáliz, ligeramente globular. Estambres casi de la mitad de la longitud de los lóbulos de la corola; filamento plano, pálido, más larga que la antera; anteras ovadas-cordadas, amarillo, a gran escala, llegando a la base de los filamentos, con flecos largos o medianos de longitud.  El fruto es una cápsula, aplanada para globosa de 3 mm de diámetro, membranosa, deprimido, dehiscente en la base por una sutura transversal desigual, coronada por la corola y estilos. Semillas 2-4, en cada cápsula,  de color marrón claro, con hilio oblongo estrecho.

## Propiedades
- Se utilizan en China como tónico estimulante en caso de vértigo o impotencia.

## Taxonomía
Cuscuta jalapensis  fue descrita por Jean-Baptiste Lamarck  y publicado en Encyclopédie Méthodique, Botanique 2(1): 229. 1786.
Sinonimia
- Cuscuta carinata R. Br.
- Cuscuta fimbriata Bunge ex Engelm.

var. ciliaris (Hohen. ex Boiss.) Engelm.
- Cuscuta ciliaris Hohen. ex Boiss.[2]